# Miki Esparbé
Miki Esparbé (Manresa, 9 d'octubre de 1983) és un actor, director i guionista català, que ha actuat en teatre, cinema i televisió. Conegut per interpretar, entre d'altres, a Carles a Barcelona, nit d'estiu.
Els seus múltiples registres li permeten ser un intèrpret extremadament polifacètic que tan pot participar com actor per al drama com per a la comèdia.
Ha treballat sota les ordres de directores i directors de cinema com Elena Trapé, Javier Ruiz Caldera, Paco Plaza, Leticia Dolera, Marc Crehuet, Paco Caballero, Carlos Therón, Dani de la Orden o Oriol Paulo. Com també sota les ordres de directors i directores teatrals com Israel Elejalde, David Selvas, Roger Gual, Luis Luque, Marc Crehuet, Mònica Pérez, Jordi Ros, Mar Monegal, Marc Artigau, Laura Freijo, Cristina Lügstenmann o Xavi Fusté.
I ha estudiat sota la batuta d'algun dels professionals més valorats de la interpretació com són Andrés Lima, Juan Carlos Corazza, Agustí Villaronga, Eva Leira, Yolanda Serrano, Luci Lenox, Alyssa Ciccarello o Lluis Fusté Cootzee de La Fura dels Baus.

## Biografia
Va ser amb 14 o 15 anys que va començar a estudiar i fer teatre amateur al teatre Els Carlins de la seva ciutat Manresa. Durant els anys universitaris, va combinar els estudis amb una feina a una petita productora audiovisual, fent sobre tot publicitat per a la televisió local de Manresa, etapa que li va ajudar a créixer com a actor.
Es va llicenciar en Humanitats a la Universitat Pompeu Fabra l'any 2007.
Quan es va instal·lar a la ciutat de Barcelona va començar a estudiar a l'escola d'actors Nancy Tuñón-Jordi Oliver durant 3 anys. Va començar la seva carrera a la televisió, a programes vinculats amb la productora d'Andreu Buenafuente, El Terrat, com Salvados i Palomitas, on va fer diversos cameos, i fent de reporter televisiu al magazín d'entreteniment Divendres de TV3 (2009- 2011). Però no va ser fins a l'any 2011, quan es va donar a conèixer al gran públic televisiu català gràcies al seu personatge de Toni a la sèrie de TV3 Pop ràpid, del director Marc Crehuet.
Dos anys més tard, amb 29 anys d'edat, va protagonitzar el curtmetratge guanyador del premi Notodofilmfest, Doble Check, on també va ser nominat a millor actor i on el curtmetratge va tenir més d'un milió de visionats en tan sols un mes.
Al 2013, en Miki va protagonitzar l'obra teatral El rei borni, estrenada al febrer a la Sala Flyhard del barceloní barri de Sants, un petit teatre regentat, en aquell moment, pel dramaturg i director Jordi Casanova. Obra que va anar alternant diferents temporades entre sales de teatre de Barcelona i Madrid fins al 2015. També aquest mateix any, va assolir la fama de la gran pantalla, amb la pel·lícula Barcelona, nit d'estiu, una de las produccions de més èxit a taquilla de la temporada a les sales catalanes, a la que també participen els guanyadors del Goya (Jan Cornet i Francesc Colmer) i del Gaudí (Àlex Monner)
Al 2014 va rodar la pel·lícula Incidències dels directors José Corbacho i Juan Cruz. Quant a televisió, va participar en la sèrie El crac, dirigida i protagonitzada per Joel Joan. I va ser un any en què es va estrenar com a escriptor dins del gènere literari narratiu, amb la creació de la novel·la gràfica Soy tu príncipe azul pero eres daltónica, escrita conjuntament amb Paco Caballero i il·lustrada per la il·lustradora Mar Guixé.
L'any 2015, va ser un any força prolífic i l'any de la seva autèntica consagració en el món del cinema espanyol amb les estrenes de la comèdia Perdiendo el norte (Nacho. Garcia Velilla); en el dur drama intimista El camí més llarg per a tornar a casa (Sergi Pérez) i la comèdia romàntica Requisits per ser una persona normal, el debut com a directora de l'actriu Leticia Dolera, i La maniobra de Heimlich de Manolo Vázquez. També va actuar en la seqüela de Barcelona, nit d'estiu: Barcelona, nit d'hivern. I a la televisió, va rodar les sèries Anclados de Telecinco i Cites de TV3. 
Al 2016 va participar en la segona temporada de la sèrie de televisió El ministerio del Tiempo de TVE i també va rodar les pel·lícules El Rei borni de Marc Crehuet, amb la qual va ser nominat a Millor Protagonista Masculí als IX Premis Gaudí, Rumbos de Manuela Burló Moreno i Cuerpo de élite de Joaquín Mazón. El 2017 va estrenar Es por tu bien de Carlos Therón, la pel·lícula espanyola més taquillera de l'any; l'òpera prima de Lino Escalera, No sé decir adiós, guardonada amb quatre premis al Festival de Màlaga; Les Distàncies, segona pel·lícula d'Elena Trapé i Cuando dejes de quererme d'Igor Legarreta.
Entre 2015 i 2017 va dirigir tres curtmetratges: El Palo (guanyador del premi LG Notodofilmfest), Niña de Papá (guanyador del premio Self Bank Notodofilmfest) i Cariño (co-dirigit amb Ricardo Gómez).
Durant el 2017 representa l'obra teatral Smoking room, de Roger Gual i Julio Walovitz, dirigida pel mateix Roger Gual, a El Pavón Teatro Kamikaze de Madrid, una adaptació teatral de la pel·lícula Smoking Room (2002), protagonitzada a més a més per Secun de la Rosa, Manuel Morón, Pepe Ocio, Manolo Solo i Edu Soto. I amb la qual va anar de gira durant el 2018 per mig Espanya.
No serà fins a l'any 2018, que l'actor no torna a trepitjar un teatre català, aquesta vegada ho fa per la porta gran del Teatre Nacional de Catalunya, posant-se en el paper de Jack Worthing a l'obra La importància de ser Frank d'Oscar Wilde. Obra teatral adaptada i dirigida per David Selvas i amb qui comparteix escenari amb en David Verdaguer.
Durant el 2019 presenta la comèdia ambientada a Hong Kong Perdiendo el este, la seqüela de Perdiendo el norte, pel·lícula que el consagrà en el món del cinema espanyol. A la que també participen Julián López, Younes Bachir, Chacha Huang, Carmen Machi, Edu Soto, o Leo Harlem.
L'acumulació d'estrenes durant el 2021, en les quals s'han ajuntat les estrenes pendents de l'any anterior per la pandèmia de Covid-19, ha posat en vàlua la seva genialitat a l'hora de ficar-se a la pell de qualsevol personatge. Estrena les pel·lícules 'Tres', del director Juanjo Giménez, amb qui va gravar l'any anterior el curtmetratge Ascenso; Donde caben dos, del director Paco Caballero. També estrena el curtmetratge He (She), de la directora Elisabet Dubé Ferré. Així com les mini sèries televisives: Los espabilados (Movistar+), escrita per Albert Espinosa i dirigida pel propi Albert i Roger Gual; Reyes de la noche (Movistar+); El inocente (Netflix), d'Oriol Paulo; i Historias para no dormir: Freddy (Prime Video), dirigida per Paco Plaza, una reinterpretació de la mítica sèrie de Chicho Ibáñez Serrador, Historias para no dormir.
A més de les estrenes, l'any 2021, roda les pel·lícules 'Un hombre de acción',de Javier Ruiz Caldera i seguidament 'Una vida no tan simple' de Félix Viscarret.

## Filmografia principal

### Cinema[4][26][27]
| Any    | Títol                                | Direcció                                      | Personatge       | Notes |
| ------ | ------------------------------------ | --------------------------------------------- | ---------------- | --- |
| 2013   | Barcelona, nit d'estiu               | Dani de la Orden                              | Dani de la Orden | |
| 2014   | El camí més llarg per tornar a casa  | Sergi Pérez                                   | Martí            | |
| 2015   | Barcelona, nit d'hivern              | Dani de la Orden                              | Carles           | |
| 2015   | Incidencias                          | José Corbacho Nieto Juan Cruz Benavente       | Ramiro           | |
| 2015   | Requisits per ser una persona normal | Leticia Dolera                                | Gustavo          | |
| 2015   | Perdiendo el norte                   | Nacho García Velilla                          | Rafa             | |
| 2015   | La maniobra de Heimilch              | Manolo Vazquez                                | Manolo Vázquez   | |
| 2016   | Cuerpo de élite                      | Joaquín Mazón                                 | Santi            | |
| 2016   | El rei borni                         | Marc Crehuet                                  | Nacho            | Nominat Millor Actor Principal IX Premis Gaudí Nominat Millor Actor Revelació Premis CEC (Cercle d'Escriptors Cinematogràfics) |
| 2016   | Rumbos                               | Manuela Burló Moreno                          | Iván             | |
| 2017   | No sé decir adiós                    | Lino Escalera                                 | Sergi            | |
| 2017   | Es por tu bien                       | Carlos Therón Sánchez                         | Alex             | |
| 2017   | 10 trets                             | Daniel Torres Santeugini                      | Pep Segarra      | |
| 2018   | Les distàncies                       | Elena Trapé                                   | Comas            | Nominat Millor Actor de Repartiment XI Premis Gaudí                                                                            |
| 2018   | Cuando dejes de quererme             | Igor Legarreta                                | Javier Egoskue   | |
| 2019   | Perdiendo el este                    | Paco Caballero                                | Rafa             | |
| 2020   | La reina de los lagartos             | Burnin' Percebes Nando Martínez Juan González | Xavi             | |
| 2021   | Tres                                 | Juanjo Giménez Peña                           | Ivan             | |
| 2021   | Donde caben dos                      | Paco Caballero                                | Pablo            | |
| 2021   | Malnazidos                           | Alberto del Toro Javier Ruiz Caldera          | Jan              | |
| 2022   | Un hombre de acción                  | Javier Ruiz Caldera                           |                  | |
| (2023) | Una vida no tan simple               | Félix Viscarret                               | Isaías           | |

### Televisió[4][26][27]
| Any  | Títol                    | Direcció                                                                                              | Personatge                                                           | Notes                                           |
| ---- | ------------------------ | --- | -------------------------------------------------------------------- | ----------------------------------------------- |
| 2009 | El cor de la ciutat      | |                                                                      |                                                 |
| 2009 | Greenpower               | Marc Crehuet                                                                                          |                                                                      |                                                 |
| 2009 | AD - Els Abans de Déu    | Sergi Cervera                                                                                         | Jordi                                                                | Tots els episodis                               |
| 2010 | Telefusión               | |                                                                      | Produïda per El Terrat                          |
| 2011 | Pop ràpid                | Marc Crehuet                                                                                          | Toni                                                                 | Temporada 1. Tots els episodis.                 |
| 2011 | Palomitas                | | Diversos personatges                                                 | Tots els episodis                               |
| 2012 | Aída                     | | Alberto                                                              | Episodi 32: "Sensación de Bieber"               |
| 2013 | Pop ràpid                | Marc Crehuet                                                                                          | Toni                                                                 | Temporada 2. Tots els episodis.                 |
| 2013 | Despechados              | Roger Delmont                                                                                         | Ponche                                                               | Temporada 1, episodi 9.                         |
| 2013 | Con el culo al aire      | David Abajo David Fernández                                                                           |                                                                      | Temporada 2, episodi 7.                         |
| 2014 | El crac                  | Joel Joan Héctor Claramunt                                                                            | Nico Carrillo                                                        | Diversos episodis                               |
| 2014 | El fin de la comedia     | Miguel Esteban Ignatius Farray                                                                        | Taquiller                                                            | Episodi: "El príncipe y la ranita"              |
| 2015 | Cites                    | Pau Freixas Marta Pahissa Patrícia Font Paco Caballero                                                | Carles Cambres                                                       | Episodi: "Clàudia - Carles i Octavi - Isma"     |
| 2015 | Anclados                 | Nando Abad Raúl Díaz Iñaki San Román                                                                  | Raimundo Heredia                                                     | Diversos episodis                               |
| 2016 | El ministerio del tiempo | Javier Olivares Pablo Olivares                                                                        | Joaquín María Argamasilla                                            | Episodi: "Tiempo de magia"                      |
| 2017 | El fin de la comedia     | Miguel Esteban Ignatius Farray Raúl Navarro                                                           | Dependent pizzeria                                                   | Episodi: "Estampados con arabesco"              |
| 2018 | Cuerpo de élite          | Joaquín Mazón Mar Olid                                                                                | Santiago "Santi" Bravo                                               | Episodi: "El sobrino del Rey"                   |
| 2018 | Gente hablando           | Álvaro Carmona                                                                                        |                                                                      | Temporada 1, episodi: "El astronauta".          |
| 2019 | Brigada Costa del Sol    | Norberto López Amado Pablo Barrera Miguel Alcantud Marco A. Castillo Iñaki Peñafiel Alberto Ruiz Rojo | Martín Pulido                                                        |                                                 |
| 2020 | Gente hablando           | Álvaro Carmona                                                                                        |                                                                      | Temporada 2. Episodi: "El comienzo/El final".   |
| 2021 | Historias para no dormir | Paco Plaza Rodrigo Cortés Giráldez Paula Ortiz Álvarez Rodrigo Sorogoyen del Amo                      | André                                                                | Episodi 3: "Freddy"                             |
| 2021 | Reyes de la noche        | Carlos Therón                                                                                         | Jota Montes (José Ramón de la Morena) Adolfo Valor Cristóbal Garrido | Tots els episodis                               |
| 2021 | El inocente              | Oriol Paulo                                                                                           | Aníbal Ledesma                                                       | Episodis 3-8                                    |
| 2021 | Los espabilados          | Roger Gual                                                                                            | Detectiu Izan                                                        | Diversos episodis. Escrita per Albert Espinosa. |
| 2022 | Smiley                   | David Martín Porras Marta Pahissa                                                                     | Bruno                                                                |                                                 |

## Teatre[4][26]
- 2020: Traición de Harold Pinter, dirigida per Israel Elejalde, interpretant el paper d'actor protagonista.
- 2018: La importància de ser Frank d'Oscar Wilde, adaptada i dirigida per David Selvas, interpretant el paper d'actor protagonista.
- 2017-2018: Smoking Room de Roger Gual i Julio D. Wallovits, dirigida per Roger Gual, interpretant el paper d'actor protagonista.
- 2015: Humo (lectura dramatitzada) de Josep Maria Miró, dirigida per Luis Luque.
- 2013-2015: El rei borni, dirigida per Marc Crehuet, interpretant el paper d'actor protagonista.
- 2012-2013: Pararapapa, dirigida per Mònica Pérez i Jordi Rios, interpretant el paper d'actor protagonista.
- 2012: 0xigen, dirigida per Mar Monegal.
- 2012: Si avui véns a dormir amb mi (recital), dirigida per Marc Artigau.
- 2012: Congreso mundial de damnificados por Sofiía (microteatre), dirigida per Marc Artigau.
- 2011: Quebec-Barcelona de Mercé Sarrias (lectura dramatitzada), dirigida per Laura Freijo.
- 2010: La Sal de Eva Hibernia (lectura dramatitzada), dirigida per Cristina Lügstenmann.
- 2009: L'Hotelera (adaptació de La Hostelera de carlo Goldoni), dirigida per Xavi Fusté.

## Direcció
- 2017: Cariño, Curtmetratge co-dirigida amb Ricardo Gómez i protagonitzada per Pepe Lorente i Nuria Herrero.[29] Nominat Premi Jameson a la millor pel·lícula de triple destil·lació del festival de curts Notodofilmfest 2017.[30]
- 2016: Niña de papá, Curtmetratge protagonitzada per Elisabet Casanovas, Claudia Vega, Jordi Sánchez.[31]
- 2015: El palo, Curtmetratge protagonitzat per Leticia Dolera i el mateix Miki Esparbé.[32] Guanyador del Premi LG al millor curt gravat amb mòbil del festival de curts Notodofilmfest 2015.[33]
- 2014: ¿Te acuerdas de tu amor platónico?, Curtmetratge co-dirigit amb Paco Caballero i protagonitzat per Cristian Valencia, Edu Buch, Anna Bertran, Roc Esquius, Alba Yáñez, Ruth Llopis i Elías Torrecillas.[34]
- 2014: Soy tu príncipe azul pero eres daltónica, Curtmetratge d'animació (booktrailer) co-dirigit amb Paco Caballero.[4]
- 2014: Al 80% de las mujeres les gusta que las hagan reir, Microteatre.[4]
- 2013: Y una polla, Microteatre.[4]

## Guionista
- 2017: Cariño, Curtmetratge escrit conjuntament amb Ricardo Gómez.[29]
- 2016: Niña de papá, Curtmetratge escrit conjuntament amb Eric Navarro.[31]
- 2015: El palo, Curtmetratge.[32]
- 2014: Soy tu príncipe azul pero eres daltónica, Curtmetratge d'animació (booktrailer) escrit conjuntament amb Paco Caballero.[4]
- 2014: Al 80% de las mujeres les gusta que las hagan reir, Microteatre.[4]
- 2013: Y una polla, Microteatre.[4]
- 2012: Etiquetats, Curtmetratge.[cal citació]

## Llibres
- 2014: Soy tu príncipe azul pero eres daltónica, Novel·la gràfica escrita conjuntament amb Paco Caballero i il·lustrada per la il·lustradora Mar Guixé.[35]

## Premis i nominacions
A nivell cinematogràfic, al 2017, Esparbé va ser nominat a Millor Protagonista Masculí als IX Premis Gaudí i Millor Actor Revelació als Premis CEC (Cercle d'Escriptors Cinematogràfics) per la seva interpretació a la pel·lícula El rei borni, del director Marc Crehuet. Al mateix 2017, va guanyar el Premi del Jurat al Millor Actor del 25è Certamen Nacional de Cortometrajes de Medina del Campo, interpretant el paper d'actor protagonista del curtmetratge Still love you, dirigit per Fernando Bonelli.
El 2019 va portar diferents premis i nominacions a Esparbé. Va tornar a ser nominat al Premis Gaudí, però aquesta vegada a Millor Actor Secundari als XI Premis Gaudí, per la pel·lícula de la directora Elena Trapé, Les distàncies, interpretant el paper de Comas. I novament, amb la seva interpretació com actor protagonista del curtmetratge What is Love del director Paco Caballero, li va aportar dos premis a nivell internacional: Premi Millor Actor de l'Age d'Or International Arthouse Film Festival (Calcuta, Índia), i Millor Actor del South Film and Arts Academy Festival (Rancagua, Xile); i dos més a nivell nacional: el Premi Millor Actor del Festival Villamayor de Cine (Villamayor de Santiago, Conca) i del Festival Internacional de Cortometrajes Cortopilar (Pilar de la Horadada, Alacant).